# مارک فلمینگ
مارک فلمینگ (انگلیسی: Mark Fleming؛ زادهٔ ۱۱ اوت ۱۹۶۹) بازیکن فوتبال اهل بریتانیا است.
از باشگاه‌هایی که در آن بازی کرده‌است می‌توان به باشگاه فوتبال کویینز پارک رنجرز، باشگاه فوتبال ووکینگ، باشگاه فوتبال برنتفورد، باشگاه فوتبال آیلزبری یونایتد، باشگاه فوتبال فارن‌بورو، و باشگاه فوتبال استاینز تاون اشاره کرد.